# Iveco Turbocity R
L'Iveco Turbocity-R è un modello di autobus prodotto tra il 1992 e il 1996 dalla Iveco

## Contesto
Sebbene fosse sul mercato da appena tre anni, l'Iveco 480 accusava già nel 1992 una certa anzianità. Era infatti stato realizzato sulla base del precedente Iveco 471, del quale riprendeva, oltre ai pregi, i maggiori difetti: su tutti, l'altezza del piano di calpestìo che, unita alla presenza di vari gradini, rendeva difficoltosa la salita per gli utenti a ridotta mobilità. Occorreva dunque un veicolo che coniugasse la robustezza del 480 con la funzionalità di un autobus a pianale ribassato.

## Tecnica
Costruito con la tecnica del pianale ribassato (semi ribassato, essendovi un gradino in corrispondenza di ogni porta), il Turbocity-R è stato allestito nelle varianti urbana (490) e suburbana (590). Non è stata prodotta una versione interurbana (l'ipotetico 690), in quanto si è preferito mantenere in produzione il precedente 680 I-Turbocity.
Il Turbocity-R è equipaggiato con un motore Fiat 8460.12R, erogante 220 cavalli (290 nella versione snodata), ad eccezione della versione 490.10 che monta un più piccolo 8360.46.
È stata prodotta anche una versione del Turbocity-R a trazione ibrida denominata 490.12EYY Altrobus. Esemplari di questo modello sono stati acquistati a Torino, Genova, Roma e Ferrara ma nella maggior parte dei casi sono stati precocemente accantonati a causa di problemi agli accumulatori.

## Versioni
Vediamo adesso, nel dettaglio, le caratteristiche di ogni singola versione:

### Iveco 490
- Allestimento: Urbano
- Lunghezza: 10,5 m, 12 m, 18 m
- Porte: 3 o 4
- Alimentazione: Gasolio, Metano[1], Ibrido (^)

### Iveco 590

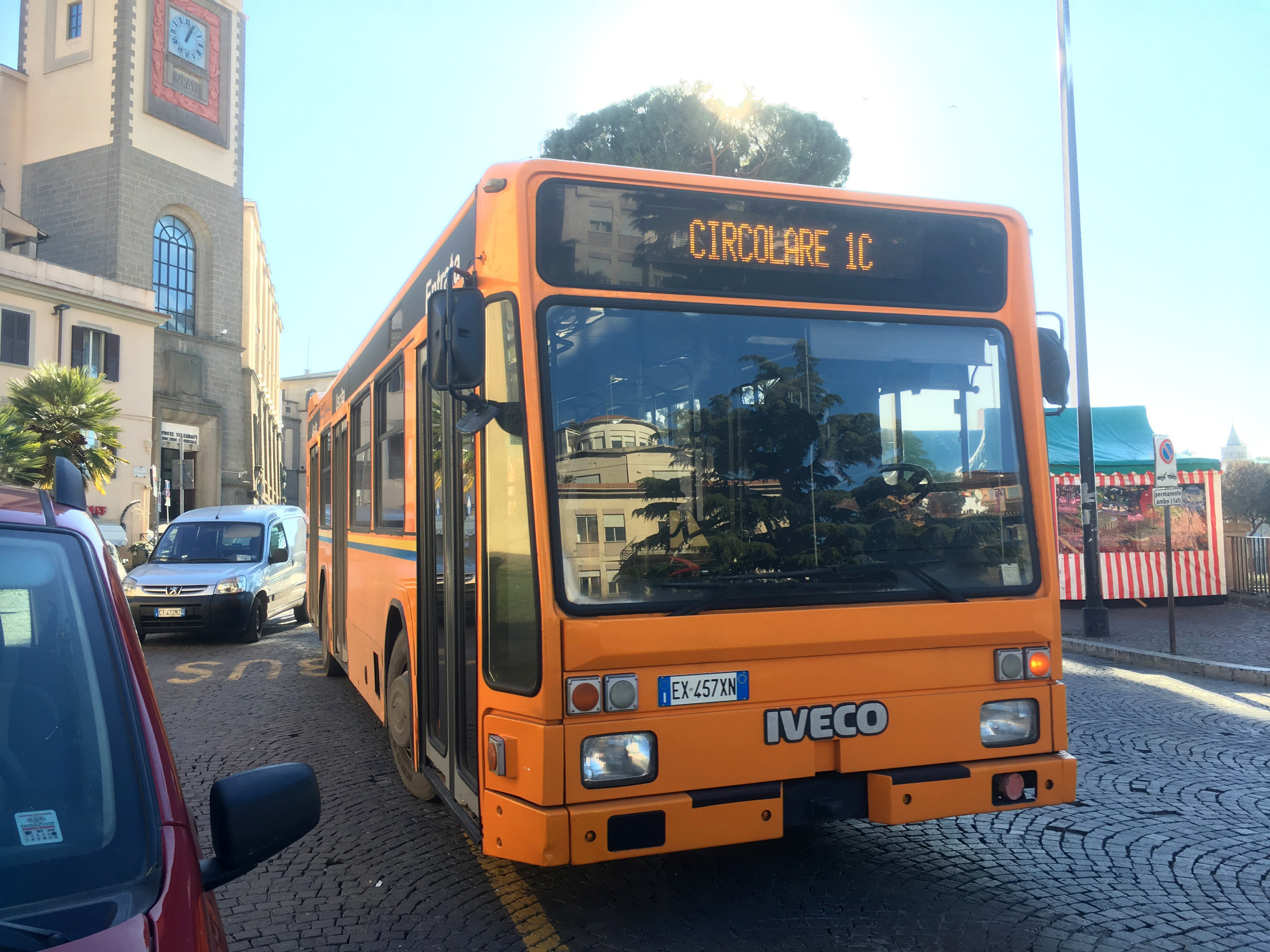
Iveco 490.10.22 a Viterbo

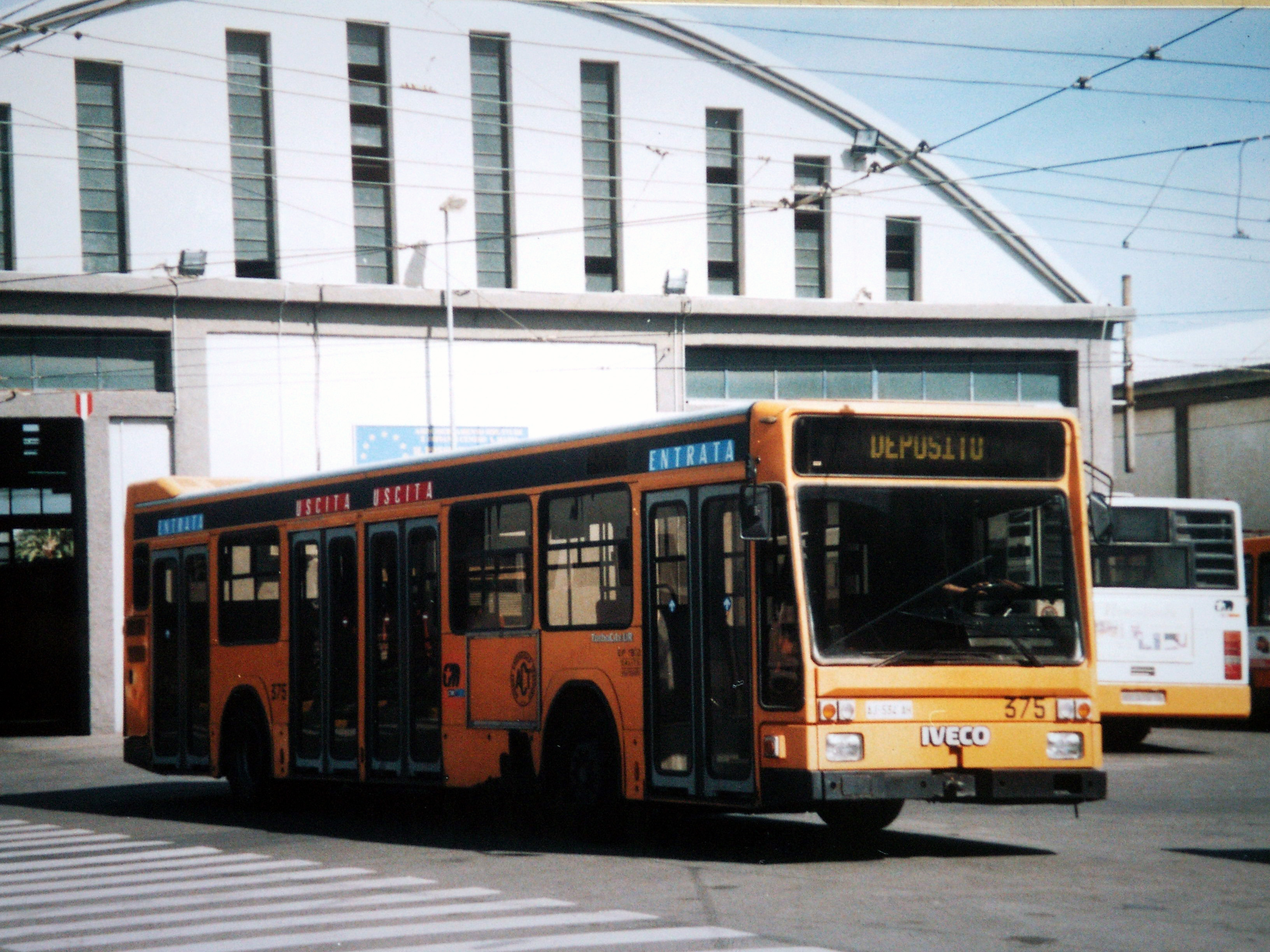
Iveco 490.12.22 nel deposito della CTM (Cagliari)

- Allestimento: Suburbano
- Lunghezza: 10,5 m, 12 m, 18 m
- Porte: 2 o 3
- Alimentazione: Gasolio

## Diffusione
Il Turbocity-R ha avuto una buona diffusione sul territorio italiano. Grandi flotte di veicoli circolano o hanno circolato presso ARST, Brescia Trasporti, Trieste Trasporti, GTT Torino, AMT Genova, ATM Milano, ANM Napoli, ATC Bologna (ora TPER), STP Brindisi (3 490.10) e AMTAB Bari. Tuttavia, a causa dell'elevata anzianità di servizio, aggiunta all'inaccessibilità a disabili (mancando il pianale completamente ribassato e la pedana per carrozzine) è stato nella maggior parte rimpiazzato da modelli più recenti.
È stato sostituito nel 1997 dall'Iveco 491 CityClass.

## Pininfarina "HyBus"
Nel 2011 la Pininfarina ha presentato il concept "Hybus", realizzato sulla base di un Iveco 490.12.22 dismesso dal GTT di Torino. L'autobus è stato oggetto di un revamping, con la sostituzione del precedente motore (rispondente alle norme Euro 1) con un nuovo motore Multijet, che assiste la ricarica delle batterie (fornite dalla FAAM). I vantaggi sono molteplici: oltre al taglio delle emissioni, si consente una spesa del 60% in meno rispetto all'acquisto di un bus ibrido nuovo; inoltre si risolve il problema del riciclaggio degli autobus obsoleti e ormai a fine carriera.
Il progetto, che ha debuttato al forum MobilityTech di Milano, sebbene abbia riscosso un certo successo iniziale, non ha avuto alcuna prosecuzione e la produzione si è limitata al prototipo, mai entrato in servizio.

## Curiosità
Un'Iveco TurboCity U dell'ATAC Romana (matricola 3405) compare nella serie televisiva "Caro Maestro" del 1996 come l'autobus guidato da Stefano Giusti (Marco Columbro) prima che ottenga la cattedra di insegnante.